# Vasco Uva
Vasco Maria Nunes Barata de Sousa Uva (Lisboa, 15 de dezembro de 1982) é antigo jogador português de rugby union e advogado.

## Biografia
Filho de Vasco Manuel Drago de Sousa Uva, bisneto do 1.º Visconde de Belver, e de sua mulher Maria de Fátima Teixeira Nunes Barata.
Actuou no Grupo Desportivo de Direito, até se transferir para o Montpellier Hérault, em França. Foi capitão da Seleção Portuguesa de Rugby Union. Regressou ao Grupo Desportivo de Direito, onde terminou a sua carreira em 2017/18.
Recebeu o prémio de melhor jogador em campo no jogo para o Campeonato Mundial de Râguebi de 2007, contra a selecção da Escócia. Actualmente voltou para a formação do Grupo Desportivo de Direito.
Seu irmão Gonçalo Uva e seu primo João Uva também são jogadores de rugby union e atuaram ao seu lado na Copa do Mundo de 2007.
Vasco Uva é co-autor do livro Hoje é por Portugal, que detalha a classificação e participação de Portugal na Copa do Mundo. O título do livro foi tirado de uma frase do próprio Uva antes da histórica partida contra a Escócia.
É licenciado em Direito pela Faculdade de Direito da Universidade Católica Portuguesa.